# Lista de países europeus por população

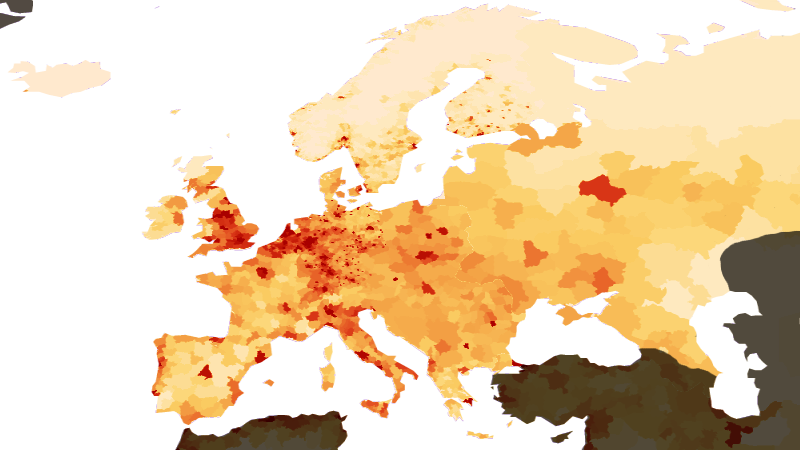
Distribuição populacional na Europa.

Esta é uma lista de países e territórios dependentes pela população, que são classificados pelas projeções demográficas normalizadas no meio do ano.
      Estado-membro da OCDE e da UE.

      Estado-membro da União Europeia (UE).

      Estado-membro da OCDE

      Países transcontinentais.
| Posição | País (ou território dependente) | Julho de 2015 projeção | % da pop. | Crescimento médio anual (%) | Data | Fonte              |
| ------- | ------------------------------- | ---------------------- | --------- | --------------------------- | ---- | ------------------ |
| 1       | Rússia                          | 144.031.800            | 16,91     | 0,17                        | 2015 | Estimativa oficial |
| 2       | Alemanha                        | 81.276.000             | 9,54      | 0,32                        | 2014 | Estimativa oficial |
| 3       | Turquia                         | 78.214.000             | 9,18      | 1,34                        | 2014 | Estimativa oficial |
| 4       | França                          | 66.121.000             | 7,76      | 0,45                        | 2015 |                    |
| 5       | Reino Unido                     | 65.081.276             | 7,64      | 0,75                        | 2015 | Estimativa oficial |
| 6       | Itália                          | 60.963.000             | 7,16      | 0,49                        | 2014 | Estimativa oficial |
| 7       | Espanha                         | 46.335.000             | 5,44      | -0,28                       | 2014 | Estimativa oficial |
| 8       | Ucrânia                         | 42.850.000             | 5,03      | -0,32                       | 2015 | Estimativa oficial |
| 9       | Polónia                         | 38.494.000             | 4,52      | 0,05                        | 2014 | Estimativa oficial |
| 10      | Roménia                         | 19.822.000             | 2,33      | -0,41                       | 2014 | Estimativa oficial |
| 11      | Cazaquistão                     | 17.543.000             | 2,06      | 1,45                        | 2015 | Estimativa oficial |
| –       | Portugal                        | 13.066.256             | 1,21      | -0,56                       | 2013 | Estimativa oficial |
| 12      | Países Baixos                   | 16.933.000             | 1,99      | 0,37                        | 2015 | Estimativa oficial |
| 13      | Bélgica                         | 11.259.000             | 1,32      | 0,52                        | 2015 | Estimativa oficial |
| 14      | Grécia                          | 10.769.000             | 1,26      | -0,11                       | 2011 | Estimativa oficial |
| 15      | Chéquia                         | 10.535.000             | 1,24      | -0,06                       | 2014 | Estimativa oficial |
| 17      | Hungria                         | 9.835.000              | 1,15      | -0,28                       | 2014 | Estimativa oficial |
| 18      | Suécia                          | 9.794.000              | 1.15      | 1.03                        | 2015 | Estimativa oficial |
| 19      | Azerbaijão                      | 9.651.000              | 1,13      | 1,23                        | 2015 | Estimativa oficial |
| 20      | Bielorrússia                    | 9.481.000              | 1,11      | 0,00                        | 2015 | Estimativa oficial |
| 21      | Áustria                         | 8.608.000              | 1,01      | 0,67                        | 2015 | Estimativa oficial |
| 22      | Suíça                           | 8.265.000              | 0,97      | 0,87                        | 2014 | Estimativa oficial |
| 23      | Bulgária                        | 7.185.000              | 0,84      | -0,57                       | 2013 | Estimativa oficial |
| 24      | Sérvia                          | 7.103.000              | 0,83      | -0,41                       | 2014 | Estimativa oficial |
| 25      | Dinamarca                       | 5.673.000              | 0,67      | 0,48                        | 2015 | Estimativa oficial |
| 26      | Finlândia                       | 5.475.000              | 0.64      | 0,11                        | 2015 | Estimativa oficial |
| 27      | Eslováquia                      | 5.426.000              | 0.64      | 0,13                        | 2014 | Estimativa oficial |
| 28      | Noruega                         | 5.194.000              | 0,61      | 1,11                        | 2015 | Estimativa oficial |
| 29      | Irlanda                         | 4.630.000              | 0,54      | 0,35                        | 2014 | Estimativa oficial |
| 30      | Croácia                         | 4.230.000              | 0,50      | -0,31                       | 2012 | Estimativa oficial |
| 31      | Bósnia e Herzegovina            | 3.750.000              | 0,44      | -0,64                       | 2013 | Estimativa oficial |
| 32      | Geórgia                         | 3.707.000              | 0,44      | -1,23                       | 2015 | Estimativa oficial |
| 33      | Moldávia                        | 3.564.000              | 0,42      | 0,48                        | 2015 | Estimativa oficial |
| 34      | Armênia                         | 3.010.000              | 0,35      | -0,03                       | 2014 | Estimativa oficial |
| 35      | Lituânia                        | 2.906.000              | 0,34      | -0,85                       | 2015 | Estimativa oficial |
| 36      | Albânia                         | 2.887.000              | 0,34      | -0,41                       | 2015 | Estimativa oficial |
| 37      | Macedônia do Norte              | 2.071.000              | 0,24      | 0,15                        | 2014 | Estimativa oficial |
| 38      | Eslovênia                       | 2.065.000              | 0,24      | 0,15                        | 2014 | Estimativa oficial |
| 39      | Letônia                         | 1.979.000              | 0,23      | -0,90                       | 2015 | Estimativa oficial |
| 40      | Kosovo                          | 1.867.000              | 0,22      | 1,08                        | 2012 | Estimativa oficial |
| 41      | Estónia                         | 1.315.000              | 0,15      | 0,46                        | 2015 | Estimativa oficial |
| 42      | Chipre                          | 876.000                | 0,10      | 0,46                        | 2012 | Estimativa oficial |
| 43      | Montenegro                      | 620.000                | 0,07      | 0,00                        | 2011 | Estimativa oficial |
| 44      | Luxemburgo                      | 570.000                | 0,07      | 2,52                        | 2014 | Estimativa oficial |
| 45      | Malta                           | 425.000                | 0,05      | 0,47                        | 2011 | Estimativa oficial |
| 46      | Islândia                        | 331.000                | 0,04      | 1,22                        | 2015 | Estimativa oficial |
| 47      | Jersey (RU)                     | 103.000                | 0,01      | 0,98                        | 2011 | Estimativa oficial |
| 48      | Ilha de Man (RU)                | 89.000                 | 0,01      | 1,14                        | 2011 | Estimativa oficial |
| 49      | Andorra                         | 78.000                 | 0,01      | 1,30                        | 2014 | Estimativa oficial |
| 50      | Guernsey (RU)                   | 66.000                 | 0,01      | 1,54                        | 2014 | Estimativa oficial |
| 51      | Ilhas Feroé (Dinamarca)         | 49.000                 | 0,01      | 0,00                        | 2015 | Estimativa oficial |
| 52      | Liechtenstein                   | 37.000                 | 0,00      | 0,00                        | 2014 | Estimativa oficial |
| 53      | Mónaco                          | 37.000                 | 0,00      | 0,00                        | 2013 | Estimativa oficial |
| 54      | Gibraltar (RU)                  | 34.000                 | 0,00      | 3,03                        | 2012 | Estimativa oficial |
| 55      | San Marino                      | 33.000                 | 0,00      | 0,00                        | 2015 | Estimativa oficial |
| 56      | Ilhas Åland (Finlândia)         | 29.000                 | 0,00      | 0,00                        | 2013 | Estimativa oficial |
| 57      | Svalbard e Jan Mayen (Noruega)  | 3.000                  | 0,00      | 0,00                        | 2014 | Estimativa oficial |
| 58      | Vaticano                        | 800                    | 0,00      | 0,00                        | 2012 | Estimativa oficial |
|         | Total                           | 851.605.800            | 100,00    | 0,33                        |      |                    |